# Cykarzew (stacja kolejowa)
Cykarzew – stacja kolejowa w Cykarzewie Północnym (powiat częstochowski).

## Połączenia
- Zduńska Wola
- Chorzew Siemkowice
- Częstochowa